# Hipogeu de Víbia

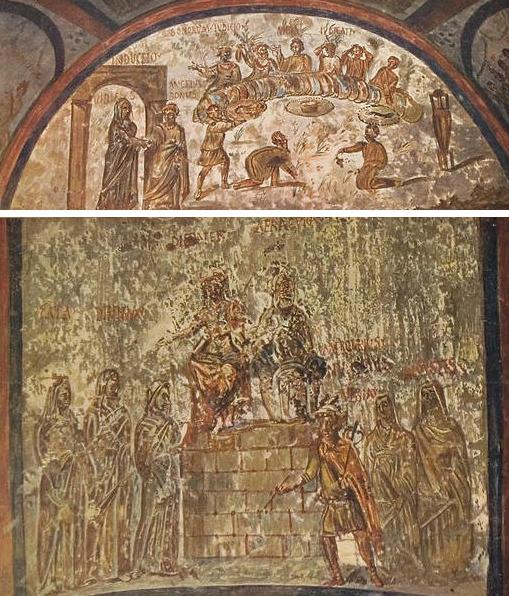
Afrescos do "Arcossólio de Víbia": acima, a defunta levada pela mão por um anjo aos Campos Elísios; acima, o juízo final sobre Víbia.

Hipogeu de Víbia é uma catacumba romana localizada na Via Ápia Antiga, no quartiere Appio-Latino de Roma. Apesar de seu valor arqueológico, é uma propriedade privada. Seu nome é uma referência ao túmulo da pessoa mais famosa sepultada no local, uma certa Víbia. No momento de sua descoberta, no século XIX, o complexo foi chamado de Cemitério das Freirinhas (em italiano:  Cimitero delle Monachelle) por causa da presença de uma pintura com seis personagens com véus.

## Localização
A Via Ápia Antiga é bem conhecida por causa de seus muitos monumentos, túmulos, catacumbas e outros hipogeus que se alinham ao longo da rua. Este fica do lado esquerdo da via, a aproximadamente 1,5 quilômetros fora da Muralha Aureliana, no ponto onde a Via Ápia passa pela Porta San Sebastiano e deixa a cidade. A catacumba fica a cerca de 250 metros a nordeste do grande complexo da Catacumba de Calisto, que fica do outro lado da Via Ápia e onde estão enterrados muitos papas e santos dos séculos II e IV. Há muitos outros pequenos hipogeus e túmulos ao lado do Hipogeu de Víbia, especialmente as catacumbas cristãs primitivas de São Sebastião e a grande Pretextato um pouco mais adiante na Via Ápia. Outro monumento nas imediações é uma placa do outro lado da rua marcando o local onde o segundo miliário da Via Ápia ficava na Antiguidade.
A entrada para as catacumbas está atualmente no número 101 da Via Ápia Antiga, mas, em períodos antigos, ela era alcançada por uma viela que se ramificava da via principal.

## História
Esta catacumba, especialmente o hipogeu que lhe emprestou o nome, foi descoberta pela primeira vez pelo arqueólogo Giovanni Gaetano Bottari na propriedade do Casale della Torretta, na Via Ápia Antiga. Ele publicou as pinturas dos arcossólios em sua obra "Sculture e pitture sagre estratte dai cimiteri di Roma", de 1754, notáveis por aludirem a cultos orientais não cristãos dedicados aos deuses Sabázio e Mitra, muito populares em Roma a partir do século II.
A particularidade destas pinturas suscitou um amplo debate no século XIX, quando o arqueólogo jesuíta Giuseppe Marchi a redescobriu entre 1842 e 1847. Até aquele momento nenhum arqueólogo ou estudioso aceitava a ideia de que num mesmo cemitério poderiam co-existir tumbas cristãs com tumbas pagãs. No final do século, o estudioso da arqueologia cristã Enrico Stevenson percebeu que o complexo subterrâneo inteiro era formado por muitos hipogeus privados que havia sido ligados entre si em épocas diversas. Finalmente, entre 1951 e 1952, por obra da Pontifícia Comissão de Arqueologia Sacra, o sacerdote Antonio Ferrua realizou uma série de escavações no local que revelou o que para muitos era um verdeiro mistério.
A catacumba teve vida breve e é datável na segunda metade do século IV. O complexo se desenvolve em três níveis, dos quais o mais antigo é o mais profundo, onde está o hipogeu de Víbia, e é composto por oito hipogeus privados distintos, geralmente pertencentes a famílias: não era, portanto, um cemitério comunitário cristão como a maior parte das outras catacumbas romanas, talvez por ser de uma época na qual o cristianismo não era ainda a única religião do Império Romano e coexistia com outros cultos. Esta situação sócio-religiosa se revela também em outros cemitérios, sobretudo nos privados: a existência de sepulturas de membros de uma mesma família ou de famílias aparentadas entre si e que pertenciam a cultos diversos.

## Descrição
O arcossólio mais famoso, que dá o nome à catacumba inteira, é composto por uma luneta e de uma faixa no arco. Na luneta está representada a viagem final da defunta Víbia em duas cenas: na primeira, à esquerda, está Víbia levada pela mão por um anjo aos Campos Elísios; na segunda, no centro da luneta, ela está sentada numa mesa juntamente com outras almas e sendo servida seu prato favorito por serviçais-camareiros. Na faixa sob o arco está representada a morte de Víbia em três cenas distintas: na primeira, à esquerda, está descrita a sua morte através do rapto de Prosérpina por Plutão em sua quadriga; na cena da direita está o marido de Víbia, Vincenzo, sarcerdote do deus Sabázio, sentado à mesa com outros sacerdotes; finalmente, na cena central, está o juízo final sobre Víbia na presença dos juízes supremos Plutão e Prosérpina. 
Nas imediações do arcossólio de Víbia estão outros dois, cujas cenas pintadas fazem referência ao culto de mistério de Mitra: no primeiro, o personagem principal é um miles, um soldado, defunto e cujo nome é desconhecido; no segundo está o túmulo de um certo Carico e de uma outra pessoa cuja inscrição diz: "M. Aurelio sacerdos dei Solis Invicti Mithrae".
Além disto, são particularmente notáveis um cubículo monumental de planta quadrada, abóbada em cruzaria e com quatro colunas com capitéis escavadas nos quatro cantos sustentando arcos rebaixados e um arcossólio com cenas da vida de comerciantes de vinho, com referências às atividades de compra e venda, motivo pelo qual é conhecido como "Arcosolio dei vinai".